# Pistolet Itajuba
Itajuba – brazylijski pistolet samopowtarzalny.
Po II wojnie światowej przepisowym pistoletem armii brazylijskiej został Colt M1911A1 kalibru .45 ACP. W 1965 roku podjęto decyzję o zmianie przepisowego naboju pistoletowego wojsk lądowych na 9 mm Parabellum. W związku z tą decyzją w zakładach Fabrica Itajuba w Minas Gerais rozpoczęto produkcję wersji Colta M1911A1 kalibru 9 mm o nazwie Itajuba. Pistolet ten, produkowany do 1973 roku stał się nową przepisową bronią krótką armii brazylijskiej i zastąpił Colta M1911A1.